# Rosmalense polder
De Rosmalense Polder is een wijk in Rosmalen, in de Nederlandse provincie Noord-Brabant. 
De wijk ligt ten oosten van het stadsdeel De Groote Wielen en ten noorden van Kruisstraat. De woonwijk is een onderdeel van het stadsdeel Rosmalen Noord.
Op 1 januari 2023 had de wijk 90 inwoners.